# Tổ Đinh
Tổ Đinh (chữ Hán: 祖丁, trị vì: 1465 TCN - 1434 TCN), tên thật Tử Tân (子新), là vua thứ 16 nhà Thương trong lịch sử Trung Quốc.

## Thân thế
Tổ Đinh là con của Tổ Tân, vua thứ 14 nhà Thương và là cháu của Ốc Giáp (沃甲) - vua thứ 15 nhà Thương. Khoảng năm 1466 TCN, Ốc Giáp qua đời, Tổ Đinh lên nối ngôi.

## Trị vì
Sử sách không chép rõ hành trạng của Tổ Đinh trong thời gian trị vì. Khoảng năm 1439 TCN, Tổ Đinh qua đời. Ông ở ngôi tất cả 32 năm. Người em họ ông, con của vua Ốc Giáp, tên là Nam Canh (南庚), lên nối ngôi .
Sử ký Tư Mã Thiên có đề cập đến việc biến loạn trong cung đình nhà Thương trong việc truyền ngôi giữa các anh em Trọng Đinh và con cháu họ. Việc tranh chấp kéo dài trong nhiều thế hệ vua nhà Thương mà sử sách không nêu chi tiết. Sử ký chỉ cho biết tranh chấp trong nội tộc nhà Thương kéo dài thêm 2 đời nữa mới chấm dứt.
Giáp cốt văn khai quật tại Ân Khư ghi ông là vua thứ 15 của nhà Thương .

## Mốc thời gian
Hạ Thương Chu đoạn đại công trình công bố vào năm 2000 xếp Tổ Đinh trong cùng niên đại với pharaoh Ai Cập Akhenaton, người lên ngôi trễ hơn nhưng cùng chấm dứt vào giữa những năm 1330 trước Công nguyên.